# Pierre Frite (Villeneuve-sur-Yonne)
Pour les articles homonymes, voir Pierre Frite.
La Pierre Frite est un menhir situé à Villeneuve-sur-Yonne, dans le département de l'Yonne en France.

## Description
Le menhir est constitué d'un bloc en conglomérat rougeâtre mesurant 1,60 m de hauteur, 2 m de longueur et 70 cm d'épaisseur. Le menhir est orienté est/nord-est.

## Historique
Le menhir figure sur un document de 1642. Il est classé au titre des monuments historiques par arrêté du 7 septembre 1954.
Une nécropole protohistorique a été découverte en 1938 à environ 200 m au nord du menhir. Elle fut détruite peu avant 1950 par l'exploitation d'une carrière. Elle était constituée de quinze enclos circulaires dont onze furent fouillés en 1976, 1978 et 1982. Le mobilier découvert (bracelets) est conservé au musée du Villeneuvien. 